# Alexander Blom
August Alexander Blom (24. december 1860 i Odense – 22. januar 1934 i København) var en dansk xylograf, bror til G.V. Blom.
Hans forældre var læge i Odense, senere distriktslæge i Assens Victor Edvard Blom og Marie Blom. Han blev uddannet som xylograf i F. Hendriksens xylografiske Institut i København og fik yderligere uddannelse i håndværket i Tyskland. I 1882 blev han ansat hof F. Hendriksen, men han forlod snart efter det xylografiske erhverv, som var skrantende. I stedet blev han assistent i Post- og Telegrafvæsenet 1885 og var postmester i København 1922-30.
Alexander Blom bevarede dog en vis tilknytning til sin gamle profession. Han udførte illustrationer til bøger af bibliofil karakter efter andres forlæg og fremstillede xylografier efter egne tegninger. Hans motivkreds lå inden for arkitektur, natur og skildringer af dyr. Blom var tillige en virksom skribent i dagspressen og skrev om litterære og kulturhistoriske emner. 
Blom blev gift 29. maj 1903 i Nørre Jernløse Kirke med Anna Dorothea Christine Mortensen (27. april 1870 i Kolding – ?), datter af farver Carl Edvard Mortensen og Antoinette Christine Hasselbalch. 
Blom er begravet på Bispebjerg Kirkegård.

## Værker
Xylografier:
- Et hundehoved (1885, efter tegning af Otto Bache)
- Mercurstatuen ved Børsrampen, til værket: København som den er og som den burde være, 1914 (efter tegning af Kristian Kongstad)
- Illustrationer til Henrik Hertz: Posthuset i Hirschholm, 1923 (efter tegning af Richard Bøcher, udgivet af Selskabet for Grafisk Kunst)
- Vognport (1926, efter tegning af Kristian Kongstad, Vejle Kunstmuseum)
- En gedebuk (efter egen tegning 1930)
- Opløbne bøge (efter egen tegning 1932, Den Kongelige Kobberstiksamling)

Tegninger:
- Diligence, firspændig (1927)
- Postrytter, Frederik Vs tid (Post & Tele Museum)
- Illustrationer til børnebogen Mosjø Pandekage, 1909.